# Power Francers
I Power Francers sono un gruppo musicale hip house italiano, formato da tre musicisti di Guardiagrele, in provincia di Chieti.
Il nome del gruppo è ispirato alla musica French touch, la loro prima passione nell’ambito dell’elettronica, e alla serie televisiva Power Rangers, dalla quale hanno mutuato anche il fulmine, simbolo distintivo del gruppo. Inoltre, il titolo del loro primo album, Megazord, è un omaggio ai robot protagonisti della serie.

## Storia del gruppo
I tre componenti iniziano a suonare insieme all'età di undici anni, cercando di unire l'hardcore rap con la voce di Caterina. In seguito si avvicinano al french house e all'electro, realizzando il brano A Peace in the Work, interpretato in francese da Caterina.
Diventano ufficialmente Power Francers nel 2008 e nel 2009 pubblicano il primo album Megazord.
Nel 2010 i Power Francers firmano un contratto con l'etichetta Flat Frog, per la quale realizzano diversi singoli, tra cui il tormentone Pompo nelle casse, che entra nella top 10 di iTunes Dance Italia e il cui video pubblicato su YouTube supera i 10 milioni in visualizzazioni.
A luglio del 2011 il trio si è esibito sul palco di Campovolo 2011 come gruppo spalla di Ligabue.
Nel 2012 il gruppo firma un contratto discografico con l'EMI Music Italy.
Il 18 maggio pubblicano il nuovo singolo Mamma, una sorta di inno ai "mammoni", i trentenni che abitano ancora con i genitori: il brano sarà poi usato come sigla dal programma di Italia 1 Mammoni - Chi vuole sposare mio figlio?, in onda nel 2012.
Collaborano inoltre con i Club Dogo nell'album Noi siamo il club, partecipando al brano La fine del mondo.
Sempre nel 2012 realizzano l'ulteriore singolo Issima ed il 25 settembre dello stesso anno esce il loro secondo album, Power Francers, prodotto da Alfredo "Larry" Pignagnoli. 
Il 2 dicembre 2013 esce il loro EP Dolce E Gabbana.
Pur non sciogliendo ufficialmente il gruppo, dal 2016 i tre componenti del gruppo intraprendono progetti musicali autonomi.
Nel 2020, a 10 anni di distanza dall'uscita del loro primo singolo, pubblicano una nuova versione del brano, chiamata “Pompo nelle case 2010 – 2020”.

## Formazione
- Davide Di Martino "Pacchiani"
- Antonio Pelusio "Goldentrash"
- Caterina Di Sciascio "Katerfrancers"

## Discografia

### Album
- 2009 - Megazord
- 2012 - Power Francers

### Singoli
- 2010 - Rissa (con D-Bag)
- 2010 - Disco Boy (con D-Bag)
- 2010 - Pompo nelle casse (con D-Bag)
- 2011 - Lei che lo vuole
- 2011 - Good Luck Baby (con D-Bag)
- 2011 - Bonita (Katerfrancers)
- 2012 - Mamma
- 2012 - Issima
- 2012 - Stile
- 2012 - La fine del mondo (con i Club Dogo)
- 2012 - Fino a tardi (con Simon De Jano)
- 2013 - Io vorrei
- 2013 - Dolce E Gabbana
- 2014 - Schiaccio Play
- 2014 - Prendo il volo
- 2015 - Sabato Sera
- 2015 - Master Trash (con Emiliano Pepe)

### Remix
- 2017 - 2 the club (con Carolina Marquez)